# نيكولا بولدوك
نيكولا بولدوك هو مصور سينمائي كندي، ولد في 5 مارس 1973 في مونتريال في كندا.

## وصلات خارجية
- نيكولا بولدوك على موقع IMDb (الإنجليزية)
- نيكولا بولدوك على موقع قاعدة بيانات الفيلم (الإنجليزية)